# Pollenza
Pollenza é uma comuna italiana da região das Marcas, província de Macerata, com cerca de 5.823 habitantes. Estende-se por uma área de 39 km², tendo uma densidade populacional de 149 hab/km². Faz fronteira com Macerata, San Severino Marche, Tolentino, Treia.

## Demografia
| Variação demográfica do município entre 1861 e 2011                               |
|                                                                                   |
| Fonte: Istituto Nazionale di Statistica (ISTAT) - Elaboração gráfica da Wikipedia |